# بيروس ديماس

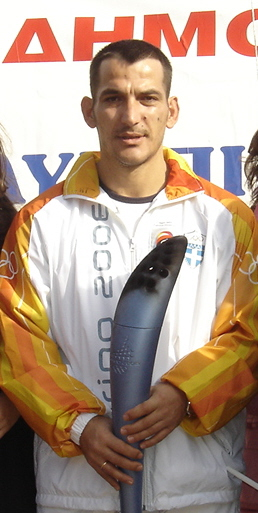
بيروس ديماس.

بيروس ديماس (باليونانية: Πύρρος Δήμας) (بالإنجليزية: Pyrros Dimas) مواليد (13 أكتوبر 1971) رباع يوناني سابق، أصبح بطل الأولمبياد لثلاث مرات وبطل العالم ثلاث مرات. 

## حياتة المهنية
- بيروس ديماس ولد في ألبانيا لأب وأم يونانيين.[4][5]
- بدأ برفع الأثقال بعمر 11 سنة.
- أول منافسة له كانت سنة 1989 وهو يبلغ من العمر 14.
- عام 1990 أصبح بطل ألبانيا لثلاث مرات على التوالي في فئة 82.5كجم.

## حياتة الشخصية
بيروس ديماس متزوج من مذيعة أخبار وله أربع أبناء منها.

## الإحصائيات
- الخطف: 180.5كجم في أثينا 1999 (فئة 85كجم).
- النتر:215.0كجم في ألعاب الأولمبياد الصيفية 2000 (فئة 85كجم).
- المجموع:392.5كجم في ألعاب الأولمبياد الصيفية سنة 1996 (فئة 83كجم).[6]

## روابط خارجية
- بيروس ديماس على موقع الاتحاد الدولي (الإنجليزية)
- بيروس ديماس على موقع مشروع نتائج رفع الأثقال الدولية (الإنجليزية)
- بيروس ديماس على موقع اللجنة الأولمبية الدولية (الإنجليزية)
- بيروس ديماس على موقع أوليمبيديا (الإنجليزية)